# Gustaf Bratt
Gustaf Bratt, född 24 februari 1773 i Vartofta-Åsaka socken, död 13 december 1830, var en svensk präst, teologie doktor och prost i Broddetorps socken.
Bratt var först vice pastor i Broddetorp, blev kyrkoherde där 1812 och tillträdde påföljande år. Bratt var en verksam man, som efter många strider genomdrev kyrkornas sammanbyggande vid Broddetorp.
Bratt hade fem barn, som levde till vuxen ålder, tillsammans med hustrun Gustafva, född Backman, bland vilka sonen Gustaf N.E. Bratt kan nämnas. Prosten Bratt är begraven på Broddetorps kyrkogård tillsammans med hustrun.
Gustaf Bratt tillhör släkten Bratt från Bratteberg.